# Cicurina uvalde
Cicurina uvalde là một loài nhện trong họ Dictynidae.
Loài này thuộc chi Cicurina. Cicurina uvalde được Willis J. Gertsch miêu tả năm 1992.